# Formel-1-Weltmeisterschaft 2007

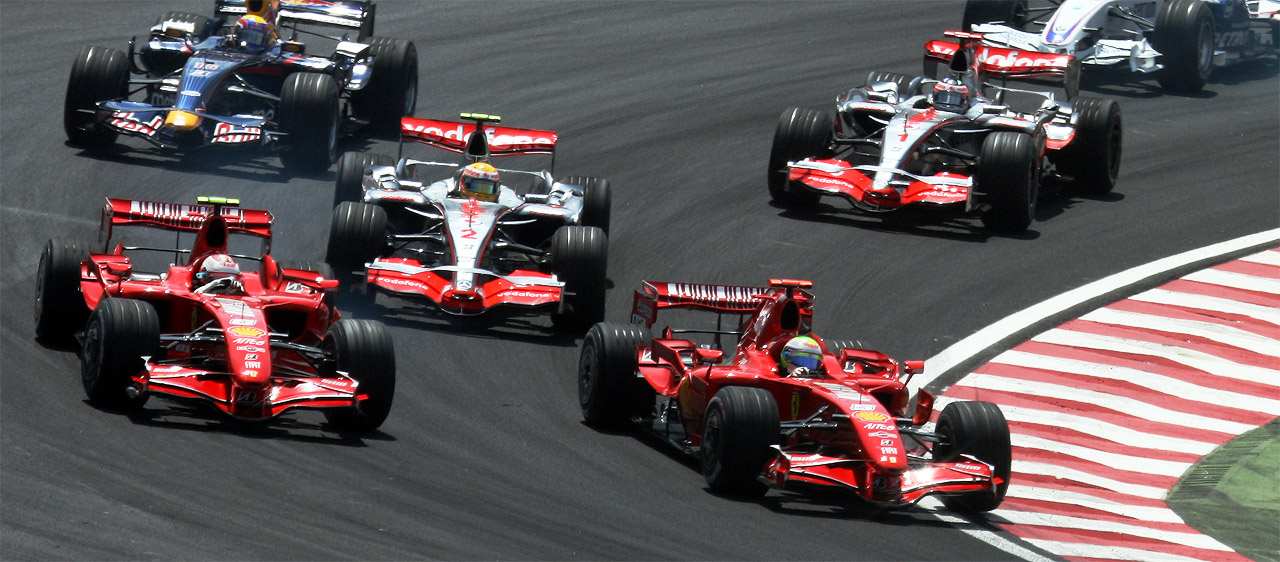
Startszene des Saisonfinales in Brasilien 2007

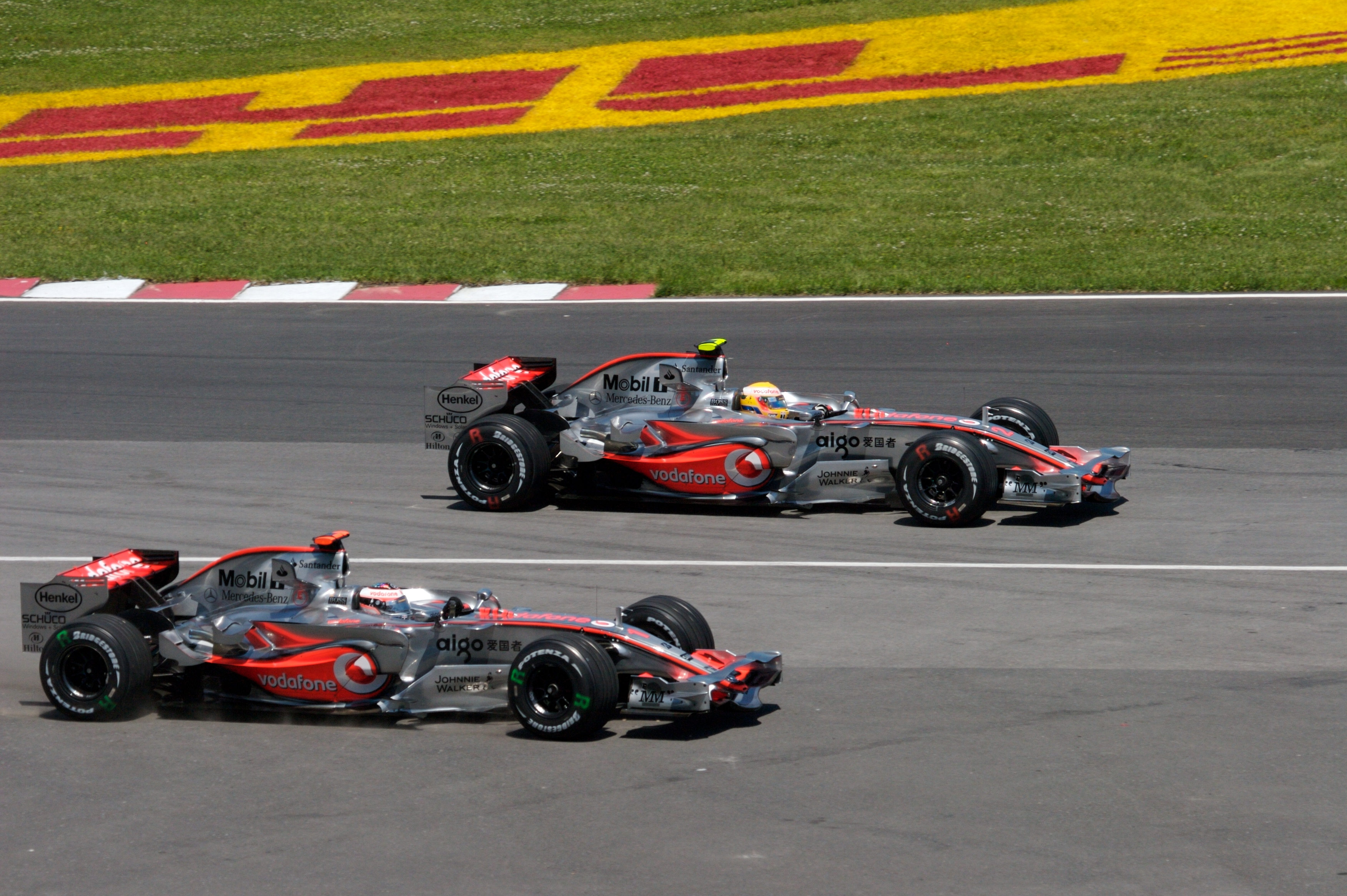
McLaren-Piloten und Titelrivalen: Fernando Alonso, Lewis Hamilton beim GP Kanada 2007

Die Formel-1-Weltmeisterschaft 2007 war die 58. Saison der Formel-1-Weltmeisterschaft. Sie wurde über 17 Rennen in der Zeit vom 18. März bis zum 21. Oktober ausgetragen. Kimi Räikkönen wurde zum einzigen Mal Weltmeister, die Konstrukteurswertung gewann Ferrari.

## Änderungen 2007

### Rennstrecken
Neben mehreren Reglementänderungen fanden in der Saison 2007 nur 17 statt wie vorher 18 Grand-Prix-Rennen statt. Der Große Preis von Europa auf dem Nürburgring und der Große Preis von Deutschland auf dem Hockenheimring wurden im jährlichen Wechsel ausgetragen. 2007 fand der Große Preis von Europa statt, 2008 der Große Preis von Deutschland. Der Große Preis von San Marino wurde aus dem Rennkalender gestrichen. Der Große Preis von Belgien fand hingegen nach einem Jahr Pause aufgrund von Bauarbeiten, die im Mai 2007 abgeschlossen wurden, wieder statt. Außerdem wurde der Große Preis von Japan von Suzuka an die Strecke von Fuji verlegt, welche modernisiert wurde.

### Reglement
Eine der größten Veränderungen am Reglement für die Saison 2007 war, dass die Freitagssessions von 60 Minuten auf 90 Minuten verlängert wurden. In den Sessions am Freitag durften allerdings nur zwei Fahrzeuge eingesetzt werden, die sich die Stammfahrer mit einem Freitagstestfahrer teilen mussten. Dafür durften hier auch zusätzliche Motoren eingesetzt werden, welche nicht unter die Zwei-Rennen-Regel fielen.
Die FIA bestimmte, dass die FIA-Elektronik nun bei jedem Rennen und bei jedem Test zu verwenden war. Darüber hinaus wurde festgelegt, dass bei einem vorzeitigen Motorwechsel der Fahrer zehn Startplätze und bei einem vorzeitigen Getriebewechsel fünf Startplätze nach hinten versetzt wurde. Zusätzlich durften die Formel-1-Teams an jedem Rennwochenende nur einmal die Getriebeübersetzung verändern.
Da von 2007 bis 2010 nichts an den Motoren verändert werden durfte, galt die Zwei-Rennen-Regel nur noch für Samstag und Sonntag eines Rennwochenendes. Am Freitag durfte ein beliebiger Motor eingesetzt werden. Somit sollte erreicht werden, dass an den Freitagen des jeweiligen Grand Prix mehr Betrieb auf der Rennstrecke war.
Im Falle einer Safety-Car-Phase durften die Rennfahrer so lange nicht an die Box kommen, bis alle Fahrer zum Safety-Car aufgeschlossen hatten. Allerdings konnten überrundete Fahrer vor dem Restart den Rest des Feldes und das Safety-Car überholen, sich zurückrunden und wieder an das Ende des Feldes aufschließen. Somit befanden sich beim Restart keine Nachzügler mehr zwischen direkten Gegnern.
Für den Reifenmonopolisten Bridgestone hieß es ab sofort, dass alle Formel-1-Teams mit dem gleichen Material fahren mussten. Pro Rennwochenende durfte Bridgestone nur zwei Reifentypen anbieten. Auf die Regenreifen bezogen, durfte jeder Fahrer nun bis zu 14 Sätze an Reifen verwenden, allerdings am Samstag und Sonntag nur noch 10.
Während eines Rennens musste sowohl ein Satz des weichen als auch einer des harten Reifens eingesetzt werden. Um dies für die Zuseher erkennbar zu machen, musste bei weichen Reifen eine der Rillen weiß markiert werden. Zu Saisonbeginn war der Reifen nur mit einem kaum erkennbaren Punkt gekennzeichnet.

### Fahrer
Fernando Alonso wechselte nach fünf Jahren bei Renault zu McLaren-Mercedes. Lewis Hamilton wurde zweiter Stammfahrer im Team von Ron Dennis. Juan Pablo Montoya, der bis zum Großen Preis der USA 2006 für McLaren-Mercedes fuhr, wechselte in den NASCAR Nextel Cup, womit er seine Formel-1-Karriere beendete. Kimi Räikkönen ersetzte bei Ferrari den zurückgetretenen Michael Schumacher. Alonsos Startplatz bei Renault übernahm Heikki Kovalainen.
Bei Williams wurde der zu Red Bull Racing gewechselte Mark Webber durch den bisherigen Test- und Ersatzfahrer Alexander Wurz als Stammfahrer ersetzt. Webber startete bei Red Bull an Stelle von Christian Klien. BMW Sauber ersetzte den Mitte 2006 entlassenen Jacques Villeneuve durch Robert Kubica. Außerdem startete Anthony Davidson bei Super Aguri anstelle von Sakon Yamamoto und Adrian Sutil wurde bei Spyker statt Tiago Monteiro verpflichtet.

## Teams und Fahrer
| Bild             | Team                        | Chassis          | Motor                | Reifen | Nr. | Stammfahrer          | Rennen    | Test-/Ersatzfahrer                                               |
| ---------------- | --------------------------- | ---------------- | -------------------- | ------ | --- | -------------------- | --------- | ---------------------------------------------------------------- |
| McLaren MP4-22   | Vodafone McLaren Mercedes   | McLaren MP4-22   | Mercedes-Benz 2.4 V8 | B      | 01  | Fernando Alonso      | 1–17      | Gary Paffett Pedro de la Rosa                                    |
| McLaren MP4-22   | Vodafone McLaren Mercedes   | McLaren MP4-22   | Mercedes-Benz 2.4 V8 | B      | 02  | Lewis Hamilton       | 1–17      | Gary Paffett Pedro de la Rosa                                    |
| Renault R27      | ING Renault F1 Team         | Renault R27      | Renault 2.4 V8       | B      | 03  | Giancarlo Fisichella | 1–17      | Nelson Piquet jr. Ricardo Zonta                                  |
| Renault R27      | ING Renault F1 Team         | Renault R27      | Renault 2.4 V8       | B      | 04  | Heikki Kovalainen    | 1–17      | Nelson Piquet jr. Ricardo Zonta                                  |
| Ferrari F2007    | Scuderia Ferrari Marlboro   | Ferrari F2007    | Ferrari 2.4 V8       | B      | 05  | Felipe Massa         | 1–17      | Luca Badoer Marc Gené                                            |
| Ferrari F2007    | Scuderia Ferrari Marlboro   | Ferrari F2007    | Ferrari 2.4 V8       | B      | 06  | Kimi Räikkönen       | 1–17      | Luca Badoer Marc Gené                                            |
| Honda RA107      | Honda Racing F1 Team        | Honda RA107      | Honda 2.4 V8         | B      | 07  | Jenson Button        | 1–17      | Mike Conway Luca Filippi Christian Klien James Rossiter          |
| Honda RA107      | Honda Racing F1 Team        | Honda RA107      | Honda 2.4 V8         | B      | 08  | Rubens Barrichello   | 1–17      | Mike Conway Luca Filippi Christian Klien James Rossiter          |
| BMW-Sauber F1.07 | BMW Sauber F1 Team          | BMW Sauber F1.07 | BMW 2.4 V8           | B      | 09  | Nick Heidfeld        | 1–17      | Timo Glock Ho-Pin Tung Sebastian Vettel                          |
| BMW-Sauber F1.07 | BMW Sauber F1 Team          | BMW Sauber F1.07 | BMW 2.4 V8           | B      | 10  | Robert Kubica        | 1–6, 8–17 | Timo Glock Ho-Pin Tung Sebastian Vettel                          |
| BMW-Sauber F1.07 | BMW Sauber F1 Team          | BMW Sauber F1.07 | BMW 2.4 V8           | B      | 10  | Sebastian Vettel     | 7         | Timo Glock Ho-Pin Tung Sebastian Vettel                          |
| Toyota TF107     | Panasonic Toyota Racing     | Toyota TF107     | Toyota 2.4 V8        | B      | 11  | Ralf Schumacher      | 1–17      | Kōhei Hirate Kamui Kobayashi Franck Montagny                     |
| Toyota TF107     | Panasonic Toyota Racing     | Toyota TF107     | Toyota 2.4 V8        | B      | 12  | Jarno Trulli         | 1–17      | Kōhei Hirate Kamui Kobayashi Franck Montagny                     |
| Red Bull RB3     | Red Bull Racing             | Red Bull RB3     | Renault 2.4 V8       | B      | 14  | David Coulthard      | 1–17      | Michael Ammermüller Robert Doornbos                              |
| Red Bull RB3     | Red Bull Racing             | Red Bull RB3     | Renault 2.4 V8       | B      | 15  | Mark Webber          | 1–17      | Michael Ammermüller Robert Doornbos                              |
| Williams FW29    | AT&T Williams               | Williams FW29    | Toyota 2.4 V8        | B      | 16  | Nico Rosberg         | 1–17      | Narain Karthikeyan Kazuki Nakajima                               |
| Williams FW29    | AT&T Williams               | Williams FW29    | Toyota 2.4 V8        | B      | 17  | Alexander Wurz       | 1–16      | Narain Karthikeyan Kazuki Nakajima                               |
| Williams FW29    | AT&T Williams               | Williams FW29    | Toyota 2.4 V8        | B      | 17  | Kazuki Nakajima      | 17        | Narain Karthikeyan Kazuki Nakajima                               |
| Toro Rosso STR2  | Scuderia Toro Rosso         | Toro Rosso STR2  | Ferrari 2.4 V8       | B      | 18  | Vitantonio Liuzzi    | 1–17      | Neel Jani                                                        |
| Toro Rosso STR2  | Scuderia Toro Rosso         | Toro Rosso STR2  | Ferrari 2.4 V8       | B      | 19  | Scott Speed          | 1–10      | Neel Jani                                                        |
| Toro Rosso STR2  | Scuderia Toro Rosso         | Toro Rosso STR2  | Ferrari 2.4 V8       | B      | 19  | Sebastian Vettel     | 11–17     | Neel Jani                                                        |
| Spyker F8-VII    | Etihad Aldar Spyker F1 Team | Spyker F8-VII    | Ferrari 2.4 V8       | B      | 20  | Adrian Sutil         | 1–17      | Fairuz Fauzy Giedo van der Garde Adrián Vallés Markus Winkelhock |
| Spyker F8-VII    | Etihad Aldar Spyker F1 Team | Spyker F8-VII    | Ferrari 2.4 V8       | B      | 21  | Christijan Albers    | 1–9       | Fairuz Fauzy Giedo van der Garde Adrián Vallés Markus Winkelhock |
| Spyker F8-VII    | Etihad Aldar Spyker F1 Team | Spyker F8-VII    | Ferrari 2.4 V8       | B      | 21  | Markus Winkelhock    | 10        | Fairuz Fauzy Giedo van der Garde Adrián Vallés Markus Winkelhock |
| Spyker F8-VII    | Etihad Aldar Spyker F1 Team | Spyker F8-VII    | Ferrari 2.4 V8       | B      | 21  | Sakon Yamamoto       | 11–17     | Fairuz Fauzy Giedo van der Garde Adrián Vallés Markus Winkelhock |
| Super Aguri SA07 | Super Aguri Formula 1       | Super Aguri SA07 | Honda 2.4 V8         | B      | 22  | Takuma Satō          | 1–17      | James Rossiter Sakon Yamamoto                                    |
| Super Aguri SA07 | Super Aguri Formula 1       | Super Aguri SA07 | Honda 2.4 V8         | B      | 23  | Anthony Davidson     | 1–17      | James Rossiter Sakon Yamamoto                                    |

## Rennkalender
| Nr. | Datum         | Grand Prix (Strecke)         | Distanz (km) | Sieger                             | Zweiter                            | Dritter                            | Pole- Position                     | Schnellste Rennrunde               | Gesamtführender Fahrer             | Gesamtführender Konstrukteur |
| --- | ------------- | ---------------------------- | ------------ | ---------------------------------- | ---------------------------------- | ---------------------------------- | ---------------------------------- | ---------------------------------- | ---------------------------------- | ---------------------------- |
| 01  | 18. März      | Australien (Melbourne)       | 307,574      | Kimi Räikkönen (Ferrari)           | Fernando Alonso (Mclaren-Mercedes) | Lewis Hamilton (Mclaren-Mercedes)  | Kimi Räikkönen (Ferrari)           | Kimi Räikkönen (Ferrari)           | Kimi Räikkönen (Ferrari)           | McLaren-Mercedes             |
| 02  | 8. April      | Malaysia (Sepang)            | 310,408      | Fernando Alonso (Mclaren-Mercedes) | Lewis Hamilton (Mclaren-Mercedes)  | Kimi Räikkönen (Ferrari)           | Felipe Massa (Ferrari)             | Lewis Hamilton (Mclaren-Mercedes)  | Fernando Alonso (Mclaren-Mercedes) | McLaren-Mercedes             |
| 03  | 15. April     | Bahrain (as-Sachir)          | 308,238      | Felipe Massa (Ferrari)             | Lewis Hamilton (Mclaren-Mercedes)  | Kimi Räikkönen (Ferrari)           | Felipe Massa (Ferrari)             | Felipe Massa (Ferrari)             | Fernando Alonso (Mclaren-Mercedes) | McLaren-Mercedes             |
| 04  | 13. Mai       | Spanien (Montmeló)           | 307,104      | Felipe Massa (Ferrari)             | Lewis Hamilton (Mclaren-Mercedes)  | Fernando Alonso (Mclaren-Mercedes) | Felipe Massa (Ferrari)             | Felipe Massa (Ferrari)             | Lewis Hamilton (Mclaren-Mercedes)  | McLaren-Mercedes             |
| 05  | 27. Mai       | Monaco (Monte Carlo)         | 260,520      | Fernando Alonso (Mclaren-Mercedes) | Lewis Hamilton (Mclaren-Mercedes)  | Felipe Massa (Ferrari)             | Fernando Alonso (Mclaren-Mercedes) | Fernando Alonso (Mclaren-Mercedes) | Fernando Alonso (Mclaren-Mercedes) | McLaren-Mercedes             |
| 06  | 10. Juni      | Kanada (Montréal)            | 305,270      | Lewis Hamilton (Mclaren-Mercedes)  | Nick Heidfeld (BMW Sauber)         | Alexander Wurz (Williams-Toyota)   | Lewis Hamilton (Mclaren-Mercedes)  | Fernando Alonso (Mclaren-Mercedes) | Lewis Hamilton (Mclaren-Mercedes)  | McLaren-Mercedes             |
| 07  | 17. Juni      | USA (Indianapolis)           | 306,016      | Lewis Hamilton (Mclaren-Mercedes)  | Fernando Alonso (Mclaren-Mercedes) | Felipe Massa (Ferrari)             | Lewis Hamilton (Mclaren-Mercedes)  | Kimi Räikkönen (Ferrari)           | Lewis Hamilton (Mclaren-Mercedes)  | McLaren-Mercedes             |
| 08  | 1. Juli       | Frankreich (Magny-Cours)     | 308,586      | Kimi Räikkönen (Ferrari)           | Felipe Massa (Ferrari)             | Lewis Hamilton (Mclaren-Mercedes)  | Felipe Massa (Ferrari)             | Felipe Massa (Ferrari)             | Lewis Hamilton (Mclaren-Mercedes)  | McLaren-Mercedes             |
| 09  | 8. Juli       | Großbritannien (Silverstone) | 308,355      | Kimi Räikkönen (Ferrari)           | Fernando Alonso (Mclaren-Mercedes) | Lewis Hamilton (Mclaren-Mercedes)  | Lewis Hamilton (Mclaren-Mercedes)  | Kimi Räikkönen (Ferrari)           | Lewis Hamilton (Mclaren-Mercedes)  | McLaren-Mercedes             |
| 10  | 22. Juli      | Europa (Nürburg)             | 308,863      | Fernando Alonso (Mclaren-Mercedes) | Felipe Massa (Ferrari)             | Mark Webber (Red Bull-Renault)     | Kimi Räikkönen (Ferrari)           | Felipe Massa (Ferrari)             | Lewis Hamilton (Mclaren-Mercedes)  | McLaren-Mercedes             |
| 11  | 5. August     | Ungarn (Mogyoród)            | 306,663      | Lewis Hamilton (Mclaren-Mercedes)  | Kimi Räikkönen (Ferrari)           | Nick Heidfeld (BMW Sauber)         | Lewis Hamilton (Mclaren-Mercedes)  | Kimi Räikkönen (Ferrari)           | Lewis Hamilton (Mclaren-Mercedes)  | McLaren-Mercedes             |
| 12  | 26. August    | Türkei (Istanbul)            | 309,396      | Felipe Massa (Ferrari)             | Kimi Räikkönen (Ferrari)           | Fernando Alonso (Mclaren-Mercedes) | Felipe Massa (Ferrari)             | Kimi Räikkönen (Ferrari)           | Lewis Hamilton (Mclaren-Mercedes)  | McLaren-Mercedes             |
| 13  | 9. September  | Italien (Monza)              | 306,720      | Fernando Alonso (Mclaren-Mercedes) | Lewis Hamilton (Mclaren-Mercedes)  | Kimi Räikkönen (Ferrari)           | Fernando Alonso (Mclaren-Mercedes) | Fernando Alonso (Mclaren-Mercedes) | Lewis Hamilton (Mclaren-Mercedes)  | Ferrari                      |
| 14  | 16. September | Belgien (Spa-Francorchamps)  | 308,176      | Kimi Räikkönen (Ferrari)           | Felipe Massa (Ferrari)             | Fernando Alonso (Mclaren-Mercedes) | Kimi Räikkönen (Ferrari)           | Felipe Massa (Ferrari)             | Lewis Hamilton (Mclaren-Mercedes)  | Ferrari                      |
| 15  | 30. September | Japan (Fuji)                 | 305,721      | Lewis Hamilton (Mclaren-Mercedes)  | Heikki Kovalainen (Renault)        | Kimi Räikkönen (Ferrari)           | Lewis Hamilton (Mclaren-Mercedes)  | Lewis Hamilton (Mclaren-Mercedes)  | Lewis Hamilton (Mclaren-Mercedes)  | Ferrari                      |
| 16  | 7. Oktober    | China (Shanghai)             | 305,066      | Kimi Räikkönen (Ferrari)           | Fernando Alonso (Mclaren-Mercedes) | Felipe Massa (Ferrari)             | Lewis Hamilton (Mclaren-Mercedes)  | Felipe Massa (Ferrari)             | Lewis Hamilton (Mclaren-Mercedes)  | Ferrari                      |
| 17  | 21. Oktober   | Brasilien (Interlagos)       | 305,909      | Kimi Räikkönen (Ferrari)           | Felipe Massa (Ferrari)             | Fernando Alonso (Mclaren-Mercedes) | Felipe Massa (Ferrari)             | Kimi Räikkönen (Ferrari)           | Kimi Räikkönen (Ferrari)           | Ferrari                      |

## Rennberichte

### Großer Preis von Australien
| Platz | Fahrer          | Team             | Zeit        |
| ----- | --------------- | ---------------- | ----------- |
| 1     | Kimi Räikkönen  | Ferrari          | 1:25:28,770 |
| 2     | Fernando Alonso | McLaren-Mercedes | + 7,242     |
| 3     | Lewis Hamilton  | McLaren-Mercedes | + 15,595    |
| PP    | Kimi Räikkönen  | Ferrari          | 1:26,072    |
| SR    | Kimi Räikkönen  | Ferrari          | 1:25,235    |

Der Große Preis von Australien in Melbourne fand am 18. März 2007 statt und ging über eine Distanz von 58 Runden à 5,303 km, also insgesamt 307,574 km.
Kimi Räikkönen sicherte sich bei seinem ersten Grand Prix im Ferrari mit einer Zeit von 1:26,072 Minuten die Pole-Position vor Fernando Alonso im McLaren-Mercedes und Nick Heidfeld im BMW-Sauber.
Räikkönen errang einen sicheren Sieg im ersten Saisonrennen, außerdem fuhr er in 1:25,235 Minuten die schnellste Rennrunde. Zweiter wurde der amtierende Weltmeister Fernando Alonso vor dem Debütanten Lewis Hamilton. Damit standen ein Ferrari- und zwei McLaren-Piloten auf dem Podium.
Nick Heidfeld war mit dem wenigsten Sprit ins Rennen gestartet und musste daher als Erster einen Boxenstopp einlegen. Mit dem vierten Platz erreichte er das beste Ergebnis eines deutschsprachigen Fahrers bei diesem Rennen. Nico Rosberg und Ralf Schumacher fuhren mit Platz 7 und 8 ebenfalls WM-Punkte ein. Der Österreicher Alexander Wurz fiel in der 48. Runde nach einem Unfall mit David Coulthard aus. Der deutsche Debütant Adrian Sutil kam als 17. ins Ziel. Mit Robert Kubica, Scott Speed und Christijan Albers erreichten insgesamt lediglich fünf Rennfahrer nicht das Ziel.

### Großer Preis von Malaysia
| Platz | Fahrer          | Team             | Zeit        |
| ----- | --------------- | ---------------- | ----------- |
| 1     | Fernando Alonso | McLaren-Mercedes | 1:32:14,930 |
| 2     | Lewis Hamilton  | McLaren-Mercedes | + 17,557    |
| 3     | Kimi Räikkönen  | Ferrari          | + 18,339    |
| PP    | Felipe Massa    | Ferrari          | 1:35,043    |
| SR    | Lewis Hamilton  | McLaren-Mercedes | 1:36,701    |

Der Große Preis von Malaysia auf dem Sepang International Circuit in Sepang nahe Kuala Lumpur fand am 8. April 2007 statt und ging über eine Distanz von 56 Runden à 5,543 km, also insgesamt 310,408 km.
Felipe Massa erreichte im Qualifying in einer Zeit von 1:35,043 Minuten die Pole-Position im Ferrari vor McLaren-Mercedes-Pilot Fernando Alonso und Ferrari-Teamkollege Kimi Räikkönen.
Fernando Alonso und Lewis Hamilton konnten sich nach dem Start vor den Ferraris platzieren. Alonso behauptete seine Führung souverän und Hamilton konnte sich gegen den hinter ihm fahrenden Kimi Räikkönen durchsetzen, womit McLaren-Mercedes ein Doppelsieg gelang. Felipe Massa fiel nach einem missglückten Überholmanöver gegen Lewis Hamilton auf Platz 5 zurück.
Nico Rosberg schied gegen Ende des Rennens aufgrund eines Hydraulikschadens, auf Platz 6 liegend, aus. Bereits kurz nach dem Start schied Adrian Sutil bei einem Unfall aus. Nick Heidfeld war, wie schon beim GP von Australien, bester deutscher Fahrer auf dem vierten Rang.
Die schnellste Rennrunde fuhr Lewis Hamilton in 1:36,701 Minuten.

### Großer Preis von Bahrain
| Platz | Fahrer         | Team             | Zeit        |
| ----- | -------------- | ---------------- | ----------- |
| 1     | Felipe Massa   | Ferrari          | 1:33:27,515 |
| 2     | Lewis Hamilton | McLaren-Mercedes | + 2,360     |
| 3     | Kimi Räikkönen | Ferrari          | + 10,839    |
| PP    | Felipe Massa   | Ferrari          | 1:32,652    |
| SR    | Felipe Massa   | Ferrari          | 1:34,067    |

Der Große Preis von Bahrain auf dem Bahrain International Circuit fand am 15. April 2007 statt und ging über eine Distanz von 57 Runden à 5,412 km, also insgesamt 308,238 km.
Felipe Massa holte sich im Qualifying mit einer Zeit von 1:32,652 Minuten die Pole-Position vor Lewis Hamilton und Kimi Räikkönen. In der gleichen Reihenfolge standen die Fahrer auch nach Ende des Rennens auf dem Podium. Massa fuhr in 1:34,067 Minuten die schnellste Rennrunde.
Nick Heidfeld wurde zum dritten Mal hintereinander Vierter und war damit der beste Nicht-Ferrari- bzw. -McLaren-Fahrer in der Gesamtwertung. Nico Rosberg wurde Zehnter, Alexander Wurz Elfter, Ralf Schumacher Zwölfter und Adrian Sutil belegte den fünfzehnten Platz.
Das Rennen verlief ohne Höhepunkte. Das einzige nennenswerte Überholmanöver gelang Nick Heidfeld gegen Fernando Alonso.
Nach dem dritten Saison-Rennen war der Kampf um den Weltmeistertitel sehr ausgeglichen. Mit Alonso, Räikkönen und Hamilton führten drei Fahrer punktgleich mit 22 Punkten die Fahrerwertung an. Der Brite Lewis Hamilton war mit seinem zweiten Platz der erste Formel-1-Debütant in der 57-jährigen Formel-1-Geschichte, der seine ersten drei Rennen alle auf dem Podium beendete.

### Großer Preis von Spanien
| Platz | Fahrer          | Team             | Zeit        |
| ----- | --------------- | ---------------- | ----------- |
| 1     | Felipe Massa    | Ferrari          | 1:31:36,230 |
| 2     | Lewis Hamilton  | McLaren-Mercedes | + 6,790     |
| 3     | Fernando Alonso | McLaren-Mercedes | + 17,456    |
| PP    | Felipe Massa    | Ferrari          | 1:21,421    |
| SR    | Felipe Massa    | Ferrari          | 1:22,680    |

Der Große Preis von Spanien auf dem Circuit de Catalunya fand am 13. Mai 2007 statt und ging über eine Distanz von 65 Runden à 4,655 km, also insgesamt 302,575 km.
Felipe Massa gelang zum zweiten Mal hintereinander in der laufenden Saison ein Hattrick. Er startete von der Pole-Position, die er im Qualifying in 1:21,421 Minuten vor Fernando Alonso und Kimi Räikkönen erreichte, er gewann das Rennen vor Hamilton und Alonso und fuhr mit 1:22,680 Minuten die schnellste Rennrunde.
Mit seinem zweiten Platz hatte Lewis Hamilton die Führung in der Fahrerwertung der Weltmeisterschaft erreicht, ohne dabei einen Sieg in den absolvierten Saisonrennen eingefahren zu haben. Mit seiner Führung war er der jüngste Führende der Fahrerwertung in der Geschichte der Weltmeisterschaft. Alexander Wurz fiel bereits in der ersten Runde nach einem Auffahrunfall mit Ralf Schumacher aus. Räikkönen musste nach einem Defekt der Lichtmaschine bereits in der neunten Rennrunde das Rennen vorzeitig beenden. Ralf Schumacher und Nick Heidfeld konnten nach technischen Problemen in der 44. bzw. 46. Runde ebenfalls nicht das Rennen zu Ende fahren.

### Großer Preis von Monaco
| Platz | Fahrer          | Team             | Zeit        |
| ----- | --------------- | ---------------- | ----------- |
| 1     | Fernando Alonso | McLaren-Mercedes | 1:40:29,329 |
| 2     | Lewis Hamilton  | McLaren-Mercedes | + 4,095     |
| 3     | Felipe Massa    | Ferrari          | + 1:09,114  |
| PP    | Fernando Alonso | McLaren-Mercedes | 1:15,726    |
| SR    | Fernando Alonso | McLaren-Mercedes | 1:15,284    |

Der Große Preis von Monaco auf dem Circuit de Monaco fand am 27. Mai 2007 statt und ging über eine Distanz von 78 Runden à 3,340 km, also insgesamt 260,520 km.
Das Qualifying entschied Fernando Alonso in 1:15,726 Minuten vor McLaren-Teamkollege Lewis Hamilton und Ferrari-Pilot Felipe Massa für sich. In der gleichen Reihenfolge platzierten sich die Fahrer auch auf dem Podium. Mit der schnellsten Rennrunde in 1:15,284 Minuten komplettierte Alonso seinen Hattrick und übernahm die WM-Führung vor dem punktgleichen Hamilton, da er mehr Siege erzielte.

### Großer Preis von Kanada
| Platz | Fahrer          | Team             | Zeit        |
| ----- | --------------- | ---------------- | ----------- |
| 1     | Lewis Hamilton  | McLaren-Mercedes | 1:44:11,292 |
| 2     | Nick Heidfeld   | BMW Sauber       | + 4,343     |
| 3     | Alexander Wurz  | Williams-Toyota  | + 5,325     |
| PP    | Lewis Hamilton  | McLaren-Mercedes | 1:15,707    |
| SR    | Fernando Alonso | McLaren-Mercedes | 1:16,367    |

Der Große Preis von Kanada auf dem Circuit Gilles-Villeneuve fand am 10. Juni 2007 statt und ging über eine Distanz von 70 Runden à 4,361 km, also insgesamt 305,270 km.
Lewis Hamilton konnte das erste Mal in seiner Formel-1-Karriere mit einer Zeit von 1:15,707 Minuten die Pole-Position erreichen. Die folgenden Startplätze belegten Fernando Alonso und Nick Heidfeld.
Der Rennverlauf wurde durch vier Safety-Car-Phasen zum Glücksspiel und war überschattet durch einen schweren Unfall von Robert Kubica, der aber nahezu unverletzt blieb. Felipe Massa und Giancarlo Fisichella wurden wegen Missachtung der roten Ampel am Ausgang der Boxengasse noch während des Rennens disqualifiziert. Am Ende lagen mit Lewis Hamilton und Nick Heidfeld zwei Fahrer auf den beiden ersten Plätzen, die ihre Boxenstopps unmittelbar vor Safety-Car-Phasen absolvierten. Dank einer Ein-Stopp-Strategie wurde Alexander Wurz, der nur von Startplatz 19 aus ins Rennen gegangen war, Dritter. Anthony Davidson wollte zwar auch nur einmal in die Box, musste aber wegen einer Kollision mit einem Biber in der 38. Runde die Frontpartie wechseln. Das Rennen war von zahlreichen Unfällen geprägt und war das ausfallreichste Rennen der Saison. Nur 12 Fahrer erreichten das Ziel.
Die schnellste Rennrunde fuhr Fernando Alonso in 1:16,367 Minuten.

### Großer Preis der USA
| Platz | Fahrer          | Team             | Zeit        |
| ----- | --------------- | ---------------- | ----------- |
| 1     | Lewis Hamilton  | McLaren-Mercedes | 1:31:09,965 |
| 2     | Fernando Alonso | McLaren-Mercedes | + 1,518     |
| 3     | Felipe Massa    | Ferrari          | + 12,842    |
| PP    | Lewis Hamilton  | McLaren-Mercedes | 1:12,331    |
| SR    | Kimi Räikkönen  | Ferrari          | 1:13,117    |

Der Große Preis der USA auf dem Indianapolis Motor Speedway fand am 17. Juni 2007 statt und ging über eine Distanz von 73 Runden à 4,192 km, also insgesamt 306,016 km.
Zum zweiten Mal hintereinander konnte sich Lewis Hamilton im Qualifying mit 1:12,331 Minuten vor seinem Teamkollegen Fernando Alonso die Pole-Position sichern. Den dritten Startplatz nahm Felipe Massa ein.
Das Podium war nach Rennende genau in der gleichen Reihenfolge besetzt wie in der Startaufstellung: Hamilton gewann vor Alonso und Massa. Der viertplatzierte Kimi Räikkönen fuhr in 1:13,117 Minuten die schnellste Rennrunde.
Sebastian Vettel, der Robert Kubica ersetzte (dieser hatte nach seinem Unfall in Kanada keine Startfreigabe erhalten), wurde in seinem ersten Formel-1-Rennen Achter. Alexander Wurz wurde Zehnter, Adrian Sutil erreichte den vierzehnten Platz. Nico Rosberg schied vier Runden vor Schluss mit einem Motorschaden aus, Nick Heidfeld konnte wegen eines Hydraulikschadens das Rennen nicht beenden und Ralf Schumacher kollidierte mit Rubens Barrichello und fiel damit ebenfalls aus.

### Großer Preis von Frankreich
| Platz | Fahrer         | Team             | Zeit        |
| ----- | -------------- | ---------------- | ----------- |
| 1     | Kimi Räikkönen | Ferrari          | 1:30:54,200 |
| 2     | Felipe Massa   | Ferrari          | + 2,414     |
| 3     | Lewis Hamilton | McLaren-Mercedes | + 32,153    |
| PP    | Felipe Massa   | Ferrari          | 1:15,034    |
| SR    | Felipe Massa   | Ferrari          | 1:16,099    |

Der Große Preis von Frankreich auf dem Circuit de Nevers Magny-Cours fand am 1. Juli 2007 statt und ging über eine Distanz von 70 Runden à 4,411 km, also insgesamt 308,586 km.
Felipe Massa erreichte in 1:15,034 Minuten die Pole-Position vor Lewis Hamilton und Kimi Räikkönen. Bereits beim Start setzten sich die Ferraris durch. Massa behauptete die Führung, Räikkönen zog an Hamilton vorbei.
Jarno Trulli, Anthony Davidson und Vitantonio Liuzzi kollidierten in der ersten Rennrunde und mussten das Rennen frühzeitig beenden. Für Aufregung sorgte der Niederländer Christijan Albers, als er beim Boxenstopp in der 30. Runde zu früh losfuhr, den Tankschlauch mitriss und damit einen Mechaniker zu Boden warf. Als Fünfter der insgesamt 22 Starter schied Scott Speed in der 55. Rennrunde aus.
Die Entscheidung an der Spitze fiel beim zweiten Boxenstopp: Massa kam als Erster am Ende der 43. Runde in die Box. Räikkönen fuhr drei Runden später zum Tanken und Reifenwechseln und scherte vor seinem Teamkollegen wieder auf die Strecke. Danach ließ er sich den Sieg nicht mehr nehmen. Die schnellste Rennrunde ging an Massa in 1:16,099 Minuten.

### Großer Preis von Großbritannien
| Platz | Fahrer          | Team             | Zeit        |
| ----- | --------------- | ---------------- | ----------- |
| 1     | Kimi Räikkönen  | Ferrari          | 1:21:43,074 |
| 2     | Fernando Alonso | McLaren-Mercedes | + 2,459     |
| 3     | Lewis Hamilton  | McLaren-Mercedes | + 39,373    |
| PP    | Lewis Hamilton  | McLaren-Mercedes | 1:19,997    |
| SR    | Kimi Räikkönen  | Ferrari          | 1:20,638    |

Der Große Preis von Großbritannien auf dem Silverstone Circuit fand am 8. Juli 2007 statt und ging über eine Distanz von 59 Runden à 5,141 km, also insgesamt 303,214 km.
Lewis Hamilton erreichte in 1:19,997 Minuten zum dritten Mal in seiner Karriere die Pole-Position und startete damit ins Rennen vor Kimi Räikkönen und Fernando Alonso. Massa hatte im Qualifying den vierten Startplatz erreicht. Nach der Aufwärmrunde blieb er jedoch stehen, so dass der erste Startversuch abgebrochen werden musste, eine zweite Aufwärmrunde folgte und Massa lediglich aus der Boxengasse starten durfte.
Beim ersten Boxenstopp kostete Hamilton sein irrtümlich zu frühes Losfahren einige Sekunden, so dass er die Führung an Räikkönen verlor und hinter Alonso auf den dritten Platz zurückfiel. Neben dem zweiten Sieg in Folge ging auch die schnellste Rennrunde in 1:20,638 Minuten an Räikkönen.
Nick Heidfeld wurde als bester deutschsprachiger Fahrer sechster, Nico Rosberg wurde zwölfter, Alexander Wurz dreizehnter. Der mit dem sechsten Startplatz am günstigsten qualifizierte Ralf Schumacher konnte genauso wie Adrian Sutil sowie Trulli, Davidson, Speed und Webber das Rennen nicht beenden.

### Großer Preis von Europa
| Platz | Fahrer          | Team             | Zeit        |
| ----- | --------------- | ---------------- | ----------- |
| 1     | Fernando Alonso | McLaren-Mercedes | 2:06:26,358 |
| 2     | Felipe Massa    | Ferrari          | + 8,155     |
| 3     | Mark Webber     | Red Bull-Renault | + 1:05,674  |
| PP    | Kimi Räikkönen  | Ferrari          | 1:31,450    |
| SR    | Felipe Massa    | Ferrari          | 1:32,853    |

Der Große Preis von Europa auf dem Nürburgring fand am 22. Juli 2007 statt und ging über eine Distanz von 60 Runden à 5,148 km, also insgesamt 308,863 km.
Kimi Räikkönen erreichte in 1:31,450 Minuten die Pole-Position vor Fernando Alonso und Felipe Massa. Lewis Hamilton erlitt zu Beginn der dritten Qualifying-Session einen schweren Unfall, konnte aber am Sonntag dennoch das Rennen aufnehmen, allerdings nur von Startplatz zehn.
Kurz nach Beginn des Rennens setzte sehr starker Regen ein. Markus Winkelhock war im Spyker aus der Boxengasse als einziger auf Regenreifen gestartet. Dies ermöglichte ihm überraschend einige Runden als Führender in seinem einzigen Formel-1-Grand-Prix. Das übrige Feld musste in der Box auf Regenreifen wechseln. Die Strecke erwies sich aufgrund des heftigen Regens bald als unfahrbar. Unmittelbar nacheinander rutschten sechs Autos in der Kurve nach Start und Ziel ins Kiesbett. Auch mehrere weitere Fahrer hatten an unterschiedlichen Stellen der Strecke große Probleme, das Auto auf der Fahrbahn zu halten. Infolge wurde das Rennen nach Runde vier für 22 Minuten unterbrochen. Es war der erste Rennabbruch seit Brasilien 2003. Nach Wiederaufnahme des Rennens hinter dem Safety Car ging zunächst Felipe Massa in Führung, diese musste er aber in Runde 56 an Fernando Alonso abgeben, welcher im wieder einsetzenden Regen deutlich besser unterwegs war und Massa überholen konnte.
Alonso gewann somit vor Massa und Mark Webber. Kimi Räikkönen schied vorzeitig aufgrund eines technischen Defekts aus. Alexander Wurz wurde Vierter, einziger Deutscher im Ziel war Nick Heidfeld auf Platz sechs. Die schnellste Rennrunde fuhr Massa in 1:32,853 Minuten.
Die Rennzeit betrug 2 Stunden, 6 Minuten und 26,358 Sekunden, da gemäß FIA-Reglement (Artikel 5.3 und 41.4) die Zeitnehmung auch während einer Unterbrechung des Rennens weiter läuft, sich die maximal zulässige Renndauer aber von normalerweise zwei Stunden um die Dauer der Unterbrechung verlängert.

### Großer Preis von Ungarn
| Platz | Fahrer          | Team             | Zeit        |
| ----- | --------------- | ---------------- | ----------- |
| 1     | Lewis Hamilton  | McLaren-Mercedes | 1:35:52,991 |
| 2     | Kimi Räikkönen  | Ferrari          | + 0,715     |
| 3     | Nick Heidfeld   | BMW Sauber       | + 43,129    |
| PP    | Fernando Alonso | McLaren-Mercedes | 1:19,674    |
| SR    | Kimi Räikkönen  | Ferrari          | 1:20,047    |

Der Große Preis von Ungarn auf dem Hungaroring fand am 5. August 2007 statt und ging über eine Distanz von 70 Runden à 4,381 km, also insgesamt 306,663 km.
Alonso fuhr mit einer Zeit von 1:19,674 Minuten die schnellste Zeit im dritten Qualifying-Abschnitt. Bei seinem letzten Boxenstopp blockierte er Hamilton so lange, dass dieser nicht mehr genügend Zeit für eine letzte schnelle Runde hatte. Damit nahm er Hamilton die Chance, seine schnellste Zeit zu unterbieten. Einige Stunden nach dem Qualifying wurde Alonso wegen dieser Behinderung von der Rennleitung um fünf Startplätze nach hinten versetzt. Damit startete Hamilton vor Heidfeld und Räikkönen von der Pole-Position. Das McLaren-Team wurde zusätzlich durch Nichtwertung des Rennens in der Konstrukteurswertung bestraft.
Hamilton beherrschte das Rennen. Da Überholen auf dem Hungaroring schwierig ist, bestimmten im Wesentlichen die Startplätze und die Boxenstopp-Strategie den Rennausgang. Neben Heidfeld, der mit dem dritten Platz die siebte Podiumsplatzierung seiner Karriere erreichte, konnten auch Ralf Schumacher und Nico Rosberg WM-Punkte einfahren. Alexander Wurz erreichte den 14. Platz, Sebastian Vettel wurde in seinem ersten Rennen für Toro Rosso 16. und Adrian Sutil erreichte den 17. Platz. Die schnellste Rennrunde ging in 1:20,047 Minuten an Räikkönen.

### Großer Preis der Türkei
| Platz | Fahrer          | Team             | Zeit        |
| ----- | --------------- | ---------------- | ----------- |
| 1     | Felipe Massa    | Ferrari          | 1:26:42,161 |
| 2     | Kimi Räikkönen  | Ferrari          | + 2,275     |
| 3     | Fernando Alonso | McLaren-Mercedes | + 26,181    |
| PP    | Felipe Massa    | Ferrari          | 1:27,329    |
| SR    | Kimi Räikkönen  | Ferrari          | 1:27,295    |

Der Große Preis der Türkei auf dem Istanbul Park Circuit fand am 26. August 2007 statt und ging über eine Distanz von 58 Runden à 5,338 km, also insgesamt 309,396 km.
Felipe Massa erreichte im Qualifying mit einer Zeit von 1:27,329 Minuten die Pole-Position vor Lewis Hamilton, Kimi Räikkönen und Fernando Alonso. Beim Start überholte Räikkönen den WM-Spitzenreiter Hamilton, während Alonso seinerseits Heidfeld und Kubica vorbeilassen musste. Beim ersten Boxenstopp konnte Alonso Heidfeld und Kubica passieren und lag damit wieder auf Rang vier.
14 Runden vor Schluss musste Hamilton nach einem Reifenschaden einen zusätzlichen Stopp einlegen, der ihn auf den fünften Rang zurückwarf. Eine Runde vor Ende des Rennens absolvierte Räikkönen mit 1:27,295 Minuten die schnellste Rennrunde in einem sonst ereignislosen Rennen, das trotz der hohen Temperaturen von bis zu 40 °C durch wenig Ausfälle geprägt war.

### Großer Preis von Italien
| Platz | Fahrer          | Team             | Zeit        |
| ----- | --------------- | ---------------- | ----------- |
| 1     | Fernando Alonso | McLaren-Mercedes | 1:18:37,806 |
| 2     | Lewis Hamilton  | McLaren-Mercedes | + 6,062     |
| 3     | Kimi Räikkönen  | Ferrari          | + 27,325    |
| PP    | Fernando Alonso | McLaren-Mercedes | 1:21,997    |
| SR    | Fernando Alonso | McLaren-Mercedes | 1:22,871    |

Der Große Preis von Italien auf dem Autodromo Nazionale Monza fand am 9. September 2007 statt und ging über eine Distanz von 53 Runden à 5,793 km, also insgesamt 306,720 km.
Die Pole-Position ging mit einer Zeit von 1:21,997 Minuten im Qualifying an Alonso, der damit vor Hamilton, Massa und Heidfeld von Platz eins startete. Massa schied bereits in der zehnten Runde mit einem mechanischen Defekt an der Hinterachse aus. Beim zweiten Boxenstopp fiel Hamilton hinter Räikkönen zurück. In der 43. Runde konnte Hamilton mit einem waghalsigen Manöver Räikkönen überholen und sich so den zweiten Platz sichern. Ein weiteres Überholmanöver kurz vor Ende des Rennens gelang Kubica in Runde 46, womit er Rosberg von Platz 5 verdrängte.
Neben Massa fiel lediglich Coulthard aufgrund eines Unfalls, der eine Safety-Car Phase zur Folge hatte, aus. Alle anderen 20 Fahrer erreichten das Ziel. Die schnellste Runde fuhr Alonso in 1:22,871 Minuten.

### Großer Preis von Belgien
| Platz | Fahrer          | Team             | Zeit        |
| ----- | --------------- | ---------------- | ----------- |
| 1     | Kimi Räikkönen  | Ferrari          | 1:20:39,066 |
| 2     | Felipe Massa    | Ferrari          | + 4,695     |
| 3     | Fernando Alonso | McLaren-Mercedes | + 14,343    |
| PP    | Kimi Räikkönen  | Ferrari          | 1:45,994    |
| SR    | Felipe Massa    | Ferrari          | 1:48,036    |

Der Große Preis von Belgien in Spa-Francorchamps fand am 16. September 2007 statt und ging über eine Distanz von 44 Runden à 7,004 km, also insgesamt 308,176 km.
Räikkönen, der im dritten Qualifying-Abschnitt eine Zeit von 1:45,994 Minuten fuhr, startete vor Massa, Alonso und Hamilton von der Pole-Position. In der gleichen Reihenfolge beendeten die Fahrer das Rennen.
Mit Fisichella, Vettel, Coulthard, Wurz und Button konnten lediglich fünf Fahrer das Rennen aufgrund von technischen Defekten nicht beenden. Massa fuhr in 1:48,036 Minuten die schnellste Rennrunde.
Durch die Aberkennung sämtlicher WM-Punkte in der Konstrukteurswertung von McLaren-Mercedes aufgrund der Spionage-Affäre stand für Ferrari nach dem Doppelsieg in Spa der Gewinn des 15. Konstrukteurtitels bereits fest.

### Großer Preis von Japan
| Platz | Fahrer            | Team             | Zeit        |
| ----- | ----------------- | ---------------- | ----------- |
| 1     | Lewis Hamilton    | McLaren-Mercedes | 2:00:34,579 |
| 2     | Heikki Kovalainen | Renault          | + 8,377     |
| 3     | Kimi Räikkönen    | Ferrari          | + 9,478     |
| PP    | Lewis Hamilton    | McLaren-Mercedes | 1:25,368    |
| SR    | Lewis Hamilton    | McLaren-Mercedes | 1:28,193    |

Der Große Preis von Japan auf dem Fuji Speedway fand am 30. September 2007 statt und ging über eine Distanz von 67 Runden à 4,563 km, also insgesamt 305,721 km.
Im Qualifying erreichte Hamilton in 1:25,368 Minuten auf nasser Strecke vor Alonso und Räikkönen die Pole-Position. Aufgrund starken Regens wurde das Rennen hinter dem Safety Car gestartet. Bis auf die Ferrari-Piloten starteten sämtliche Fahrer mit Regenreifen. Massa und Räikkönen mussten bereits in der ersten bzw. zweiten Runde an die Box, um ebenfalls auf Regenreifen zu wechseln. Nach der 19. Rennrunde verließ das Safety Car die Rennstrecke und das Rennen wurde freigegeben.
Alonso schied in der 42. Runde nach einem durch Aquaplaning ausgelösten Unfall aus. In der folgenden zweiten Safety-Car-Phase kollidierte der bis dahin drittplatzierte Vettel mit dem zweitplatzierten Webber. Beide Fahrer mussten daraufhin das Rennen vorzeitig beenden. Räikkönen konnte durch einen taktischen Reifenwechsel seines Teamkollegen Massa zehn Runden vor Schluss noch den dritten Rang erreichen.
Hamilton komplettierte den ersten Hattrick seiner Formel-1-Karriere durch das Fahren der schnellsten Rennrunde in 1:28,193 Minuten. Kovalainen erreichte mit dem zweiten Platz seine erste Platzierung auf dem Podium.
Der zunächst auf Rang acht platzierte Liuzzi wurde nach Ende des Rennens mit einer 25-Sekunden-Zeitstrafe belegt, da er Sutil in der 55. Runde trotz Überholverbot bei Gelber Flagge passiert hatte. Dadurch erreichte Sutil den achten Platz und konnte damit seinen ersten WM-Punkt erringen.

### Großer Preis von China
| Platz | Fahrer          | Team             | Zeit        |
| ----- | --------------- | ---------------- | ----------- |
| 1     | Kimi Räikkönen  | Ferrari          | 1:37:58,395 |
| 2     | Fernando Alonso | McLaren-Mercedes | + 9,806     |
| 3     | Felipe Massa    | Ferrari          | + 12,891    |
| PP    | Lewis Hamilton  | McLaren-Mercedes | 1:35,908    |
| SR    | Felipe Massa    | Ferrari          | 1:37,454    |

Der Große Preis von China auf dem Shanghai International Circuit fand am 7. Oktober 2007 statt und ging über eine Distanz von 56 Runden à 5,451 km, also insgesamt 305,066 km.
Lewis Hamilton holte sich mit einer Zeit von 1:35,908 Minuten die Pole-Position vor Räikkönen, Massa und Alonso. Das Rennen fand bei wechselhaftem Wetter statt. Die nach Schauern immer wieder abtrocknende Strecke machte die Reifenwahl schwierig.
In der 32. Rennrunde wurde der bis dahin führende Hamilton auf abgefahrenen Reifen an die Box geholt, als seine Rundenzeiten deutlich langsamer wurden und Räikkönen ihn überholt hatte. In der Boxeneinfahrt rutschte er in ein Kiesbett, musste das Rennen beenden und konnte die Chance auf den vorzeitigen Titelgewinn nicht nutzen.
Die schnellste Rennrunde fuhr Massa in 1:37,454 Minuten. Räikkönen holte seinen fünften Saisonsieg vor Alonso auf Platz zwei. Die WM-Entscheidung wurde damit auf das letzte Saisonrennen in Brasilien vertagt, wo mit Hamilton, Alonso und Räikkönen noch drei Fahrer um den Titel kämpften.

### Großer Preis von Brasilien
| Platz | Fahrer          | Team             | Zeit        |
| ----- | --------------- | ---------------- | ----------- |
| 1     | Kimi Räikkönen  | Ferrari          | 1:28:15,270 |
| 2     | Felipe Massa    | Ferrari          | + 1,493     |
| 3     | Fernando Alonso | McLaren-Mercedes | + 57,019    |
| PP    | Felipe Massa    | Ferrari          | 1:11,931    |
| SR    | Kimi Räikkönen  | Ferrari          | 1:12,445    |

Der Große Preis von Brasilien auf dem Interlagos Autodromo José Carlos Pace fand am 21. Oktober 2007 statt und ging über eine Rundendistanz von 4,309 km (71 Runden), also insgesamt 305,909 km.
Felipe Massa sicherte sich mit einer Zeit von 1:11,931 Minuten die Pole-Position vor dem WM-Führenden Lewis Hamilton. Von den Startplätzen drei und vier gingen Kimi Räikkönen und Fernando Alonso ins Rennen. Nach einem Fahrfehler in der ersten Runde fiel Hamilton auf Platz neun zurück. In Runde zwölf drückte Hamilton irrtümlich den Knopf für die Startsequenz an seinem Lenkrad. Daraufhin wechselte sein Wagen in Neutralstellung und er musste das System neu starten. Resultierend daraus rollte Hamiltons Wagen (er konnte weder beschleunigen, noch schalten) für etwa eine halbe Runde und fiel so auf den letzten Platz zurück. Zu diesem Zeitpunkt führte Felipe Massa vor Kimi Räikkönen und Fernando Alonso. Hamilton konnte sich noch auf den siebten Platz vorkämpfen, Räikkönen kam nach einem Boxenstopp wieder vor seinem Teamkollegen Massa auf die Strecke und blieb bis zum Ende des Rennens an der Spitze. Da Hamilton und Alonso jeweils zu wenige Punkte holten, wurde somit Kimi Räikkönen zum ersten Mal Weltmeister.
Die schnellste Rennrunde fuhr Kimi Räikkönen mit einer Zeit von 1:12,445 Minuten.
Nach dem Rennen stellte die FIA zu niedrige Benzintemperaturen bei den Fahrzeugen von BMW-Sauber und Williams-Toyota fest. Die Rennkommissare sahen aber von einer Bestrafung ab und bestätigten das Rennergebnis offiziell. McLaren-Mercedes legte gegen diese Entscheidung Protest ein, da bei einer Disqualifikation Hamilton nachträglich auf den fünften Platz aufgerückt und am grünen Tisch wahrscheinlich doch noch Weltmeister geworden wäre. Der Protest wurde jedoch von der FIA am 16. November 2007 als unzulässig verworfen.

## Qualifyingduelle
Diese Tabelle zeigt, welche Fahrer im jeweiligen Team die besseren Platzierungen im Qualifying erreicht haben.
| Fahrer               | :                | Fahrer             |
| McLaren-Mercedes     | McLaren-Mercedes | McLaren-Mercedes   |
| -------------------- | ---------------- | ------------------ |
| Fernando Alonso      | 7:10             | Lewis Hamilton     |
| Renault              |                  |                    |
| Giancarlo Fisichella | 7:10             | Heikki Kovalainen  |
| Ferrari              |                  |                    |
| Felipe Massa         | 9:8              | Kimi Räikkönen     |
| Honda                |                  |                    |
| Jenson Button        | 9:8              | Rubens Barrichello |
| BMW Sauber           |                  |                    |
| Nick Heidfeld        | 11:5             | Robert Kubica      |
| Nick Heidfeld        | 1:0              | Sebastian Vettel   |
| Toyota               |                  |                    |
| Ralf Schumacher      | 3:14             | Jarno Trulli       |

| Fahrer             | :                | Fahrer            |
| Red Bull-Renault   | Red Bull-Renault | Red Bull-Renault  |
| ------------------ | ---------------- | ----------------- |
| David Coulthard    | 2:15             | Mark Webber       |
| Williams-Toyota    |                  |                   |
| Nico Rosberg       | 15:1             | Alexander Wurz    |
| Nico Rosberg       | 1:0              | Kazuki Nakajima   |
| Toro Rosso-Ferrari |                  |                   |
| Vitantonio Liuzzi  | 7:3              | Scott Speed       |
| Vitantonio Liuzzi  | 4:3              | Sebastian Vettel  |
| Spyker-Ferrari     |                  |                   |
| Adrian Sutil       | 7:2              | Christijan Albers |
| Adrian Sutil       | 1:0              | Markus Winkelhock |
| Adrian Sutil       | 7:0              | Sakon Yamamoto    |
| Super Aguri-Honda  |                  |                   |
| Takuma Satō        | 7:10             | Anthony Davidson  |

## Weltmeisterschaftswertungen

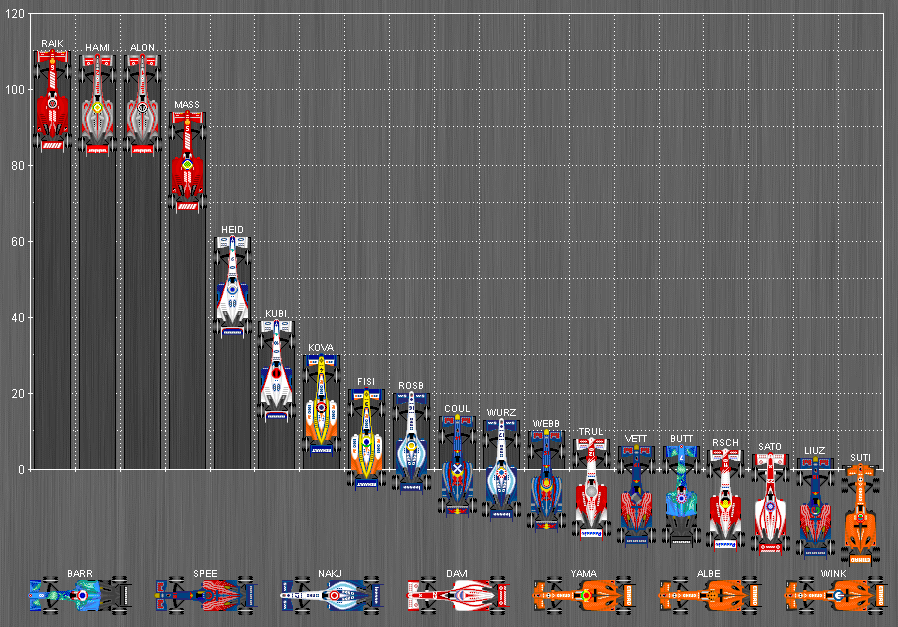
Fahrerwertung der Formel-1-Saison 2007

Weltmeister wurde derjenige Fahrer bzw. Konstrukteur, der bis zum Saisonende am meisten Punkte in der Weltmeisterschaft angesammelt hatte. Bei der Punkteverteilung wurden die Platzierungen im Gesamtergebnis des jeweiligen Rennens berücksichtigt. Die acht erstplatzierten Fahrer jedes Rennens erhielten Punkte nach folgendem Schema:
| Platz  | 1  | 2 | 3 | 4 | 5 | 6 | 7 | 8 |
| Punkte | 10 | 8 | 6 | 5 | 4 | 3 | 2 | 1 |

### Fahrerwertung
| Pos. | Fahrer         | Konstrukteur       |     |     |     |     |     |     |     |     |     |     |     |     |     |     |     |     |     | Punkte |
| 01   | K. Räikkönen   | Ferrari            | 1   | 3   | 3   | DNF | 8   | 5   | 4   | 1   | 1   | DNF | 2   | 2   | 3   | 1   | 3   | 1   | 1   | 110    |
| 02   | L. Hamilton    | McLaren-Mercedes   | 3   | 2   | 2   | 2   | 2   | 1   | 1   | 3   | 3   | 9   | 1   | 5   | 2   | 4   | 1   | DNF | 7   | 109    |
| 03   | F. Alonso      | McLaren-Mercedes   | 2   | 1   | 5   | 3   | 1   | 7   | 2   | 7   | 2   | 1   | 4   | 3   | 1   | 3   | DNF | 2   | 3   | 109    |
| 04   | F. Massa       | Ferrari            | 6   | 5   | 1   | 1   | 3   | DSQ | 3   | 2   | 5   | 2   | 13  | 1   | DNF | 2   | 6   | 3   | 2   | 94     |
| 05   | N. Heidfeld    | BMW Sauber         | 4   | 4   | 4   | DNF | 6   | 2   | DNF | 5   | 6   | 6   | 3   | 4   | 4   | 5   | 14* | 7   | 6   | 61     |
| 06   | R. Kubica      | BMW Sauber         | DNF | 18  | 6   | 4   | 5   | DNF | INJ | 4   | 4   | 7   | 5   | 8   | 5   | 9   | 7   | DNF | 5   | 39     |
| 07   | H. Kovalainen  | Renault            | 10  | 8   | 9   | 7   | 13  | 4   | 5   | 15  | 7   | 8   | 8   | 6   | 7   | 8   | 2   | 9   | DNF | 30     |
| 08   | G. Fisichella  | Renault            | 5   | 6   | 8   | 9   | 4   | DSQ | 9   | 6   | 8   | 10  | 12  | 9   | 12  | DNF | 5   | 11  | DNF | 21     |
| 09   | N. Rosberg     | Williams-Toyota    | 7   | DNF | 10  | 6   | 12  | 10  | 16* | 9   | 12  | DNF | 7   | 7   | 6   | 6   | DNF | 16  | 4   | 20     |
| 10   | D. Coulthard   | Red Bull-Renault   | DNF | DNF | DNF | 5   | 14  | DNF | DNF | 13  | 11  | 5   | 11  | 10  | DNF | DNF | 4   | 8   | 9   | 14     |
| 11   | A. Wurz        | Williams-Toyota    | DNF | 9   | 11  | DNF | 7   | 3   | 10  | 14  | 13  | 4   | 14  | 11  | 13  | DNF | DNF | 12  |     | 13     |
| 12   | M. Webber      | Red Bull-Renault   | 13  | 10  | DNF | DNF | DNF | 9   | 7   | 12  | DNF | 3   | 9   | DNF | 9   | 7   | DNF | 10  | DNF | 10     |
| 13   | J. Trulli      | Toyota             | 9   | 7   | 7   | DNF | 15  | DNF | 6   | DNF | DNF | 13  | 10  | 16  | 11  | 11  | 13  | 13  | 8   | 8      |
| 14   | S. Vettel      | BMW Sauber         |     |     |     |     |     |     | 8   |     |     |     |     |     |     |     |     |     |     | 6      |
| 14   | S. Vettel      | Toro Rosso-Ferrari |     |     |     |     |     |     |     |     |     |     | 16  | 19  | 18  | DNF | DNF | 4   | DNF | 6      |
| 15   | J. Button      | Honda              | 15  | 12  | DNF | 12  | 11  | DNF | 12  | 8   | 10  | DNF | DNF | 13  | 8   | DNF | 11* | 5   | DNF | 6      |
| 16   | R. Schumacher  | Toyota             | 8   | 15  | 12  | DNF | 16  | 8   | DNF | 10  | DNF | DNF | 6   | 12  | 15  | 10  | DNF | DNF | 11  | 5      |
| 17   | T. Satō        | Super Aguri-Honda  | 12  | 13  | DNF | 8   | 17  | 6   | DNF | 16  | 14  | DNF | 15  | 18  | 16  | 15  | 15* | 14  | 12  | 4      |
| 18   | V. Liuzzi      | Toro Rosso-Ferrari | 14  | 17  | DNF | DNF | DNF | DNF | 17* | DNF | 16* | DNF | DNF | 15  | 17  | 12  | 9   | 6   | 13  | 3      |
| 19   | A. Sutil       | Spyker-Ferrari     | 17  | DNF | 15  | 13  | DNF | DNF | 14  | 17  | DNF | DNF | 17  | 21* | 19  | 14  | 8   | DNF | DNF | 1      |
| 20   | R. Barrichello | Honda              | 11  | 11  | 13  | 10  | 10  | 12  | DNF | 11  | 9   | 11  | 18  | 17  | 10  | 13  | 10  | 15  | DNF | 0      |
| 21   | S. Speed       | Toro Rosso-Ferrari | DNF | 14  | DNF | DNF | 9   | DNF | 13  | DNF | DNF | DNF |     |     |     |     |     |     |     | 0      |
| 22   | K. Nakajima    | Williams-Toyota    |     |     |     |     |     |     |     |     |     |     |     |     |     |     |     |     | 10  | 0      |
| 23   | A. Davidson    | Super Aguri-Honda  | 16  | 16  | 16* | 11  | 18  | 11  | 11  | DNF | DNF | 12  | DNF | 14  | 14  | 16  | DNF | DNF | 14  | 0      |
| 24   | S. Yamamoto    | Spyker-Ferrari     |     |     |     |     |     |     |     |     |     |     | DNF | 20  | 20  | 17  | 12  | 17  | DNF | 0      |
| 25   | C. Albers      | Spyker-Ferrari     | DNF | DNF | 14  | 14  | 19  | DNF | 15  | DNF | 15  |     |     |     |     |     |     |     |     | 0      |
| —    | M. Winkelhock  | Spyker-Ferrari     |     |     |     |     |     |     |     |     |     | DNF |     |     |     |     |     |     |     | 0      |

| Legende  | Legende            | Legende                                                          |
| Farbe    | Abkürzung          | Bedeutung                                                        |
| -------- | ------------------ | ---------------------------------------------------------------- |
| Gold     | –                  | Sieg                                                             |
| Silber   | –                  | 2. Platz                                                         |
| Bronze   | –                  | 3. Platz                                                         |
| Grün     | –                  | Platzierung in den Punkten                                       |
| Blau     | –                  | Klassifiziert außerhalb der Punkteränge                          |
| Violett  | DNF                | Rennen nicht beendet (did not finish)                            |
| Violett  | NC                 | nicht klassifiziert (not classified)                             |
| Rot      | DNQ                | nicht qualifiziert (did not qualify)                             |
| Rot      | DNPQ               | in Vorqualifikation gescheitert (did not pre-qualify)            |
| Schwarz  | DSQ                | disqualifiziert (disqualified)                                   |
| Weiß     | DNS                | nicht am Start (did not start)                                   |
| Weiß     | WD                 | zurückgezogen (withdrawn)                                        |
| Hellblau | PO                 | nur am Training teilgenommen (practiced only)                    |
| Hellblau | TD                 | Freitags-Testfahrer (test driver)                                |
| ohne     | DNP                | nicht am Training teilgenommen (did not practice)                |
| ohne     | INJ                | verletzt oder krank (injured)                                    |
| ohne     | EX                 | ausgeschlossen (excluded)                                        |
| ohne     | DNA                | nicht erschienen (did not arrive)                                |
| ohne     | C                  | Rennen abgesagt (cancelled)                                      |
| ohne     | keine WM-Teilnahme |                                                                  |
| sonstige | P/fett             | Pole-Position                                                    |
| sonstige | 1/2/3/4/5/6/7/8    | Punktplatzierung im Sprint-/Qualifikationsrennen                 |
| sonstige | SR/kursiv          | Schnellste Rennrunde                                             |
| sonstige | *                  | nicht im Ziel, aufgrund der zurückgelegten Distanz aber gewertet |
| sonstige | ()                 | Streichresultate                                                 |
| sonstige | unterstrichen      | Führender in der Gesamtwertung                                   |

### Konstrukteurswertung

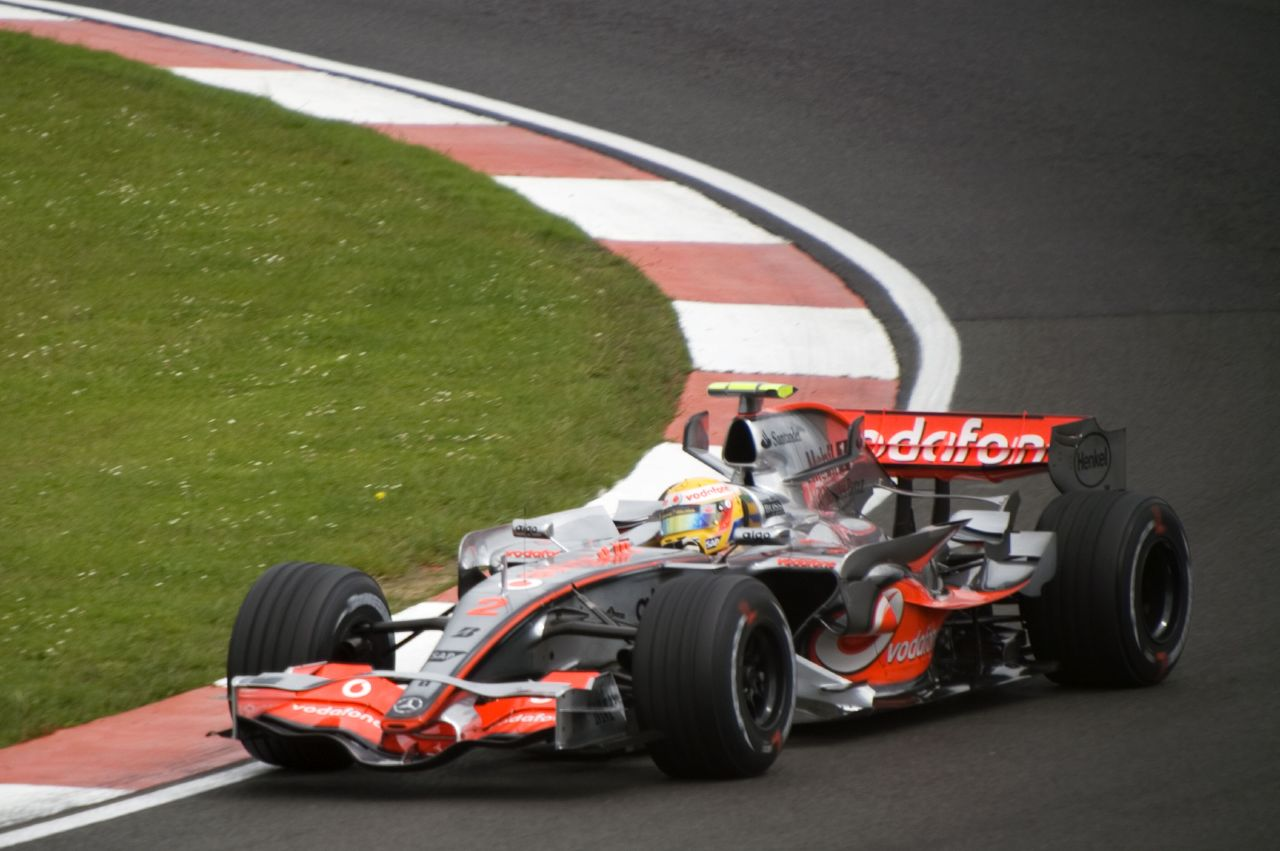
Lewis Hamilton im McLaren MP4-22 von 2007

| Pos. | Konstrukteur       | Nr. |     |     |     |     |     |     |     |     |     |     |     |     |     |     |     |     |     | Punkte |
| 01   | Ferrari            | 05  | 6   | 5   | 1   | 1   | 3   | DSQ | 3   | 2   | 5   | 2   | 13  | 1   | DNF | 2   | 6   | 3   | 2   | 204    |
| 01   | Ferrari            | 06  | 1   | 3   | 3   | DNF | 8   | 5   | 4   | 1   | 1   | DNF | 2   | 2   | 3   | 1   | 3   | 1   | 1   | 204    |
| 02   | BMW Sauber         | 09  | 4   | 4   | 4   | DNF | 6   | 2   | DNF | 5   | 6   | 6   | 3   | 4   | 4   | 5   | 14* | 7   | 6   | 101    |
| 02   | BMW Sauber         | 10  | DNF | 18  | 6   | 4   | 5   | DNF | 8   | 4   | 4   | 7   | 5   | 8   | 5   | 9   | 7   | DNF | 5   | 101    |
| 03   | Renault            | 03  | 5   | 6   | 8   | 9   | 4   | DSQ | 9   | 6   | 8   | 10  | 12  | 9   | 12  | DNF | 5   | 11  | DNF | 51     |
| 03   | Renault            | 04  | 10  | 8   | 9   | 7   | 13  | 4   | 5   | 15  | 7   | 8   | 8   | 6   | 7   | 8   | 2   | 9   | DNF | 51     |
| 04   | Williams-Toyota    | 16  | 7   | DNF | 10  | 6   | 12  | 10  | 16  | 9   | 12  | DNF | 7   | 7   | 6   | 6   | DNF | 16  | 4   | 33     |
| 04   | Williams-Toyota    | 17  | DNF | 9   | 11  | DNF | 7   | 3   | 10  | 14  | 13  | 4   | 14  | 11  | 13  | DNF | DNF | 12  | 10  | 33     |
| 05   | Red Bull-Renault   | 14  | DNF | DNF | DNF | 5   | 14  | DNF | DNF | 13  | 11  | 5   | 11  | 10  | DNF | DNF | 4   | 8   | 9   | 24     |
| 05   | Red Bull-Renault   | 15  | 13  | 10  | DNF | DNF | DNF | 9   | 7   | 12  | DNF | 3   | 9   | DNF | 9   | 7   | DNF | 10  | DNF | 24     |
| 06   | Toyota             | 11  | 8   | 15  | 12  | DNF | 16  | 8   | DNF | 10  | DNF | DNF | 6   | 12  | 15  | 10  | DNF | DNF | 11  | 13     |
| 06   | Toyota             | 12  | 9   | 7   | 7   | DNF | 15  | DNF | 6   | DNF | DNF | 13  | 10  | 16  | 11  | 11  | 13  | 13  | 8   | 13     |
| 07   | Toro Rosso-Ferrari | 18  | 14  | 17  | DNF | DNF | DNF | DNF | 17* | DNF | 16* | DNF | DNF | 15  | 17  | 12  | 9   | 6   | 13  | 8      |
| 07   | Toro Rosso-Ferrari | 19  | DNF | 14  | DNF | DNF | 9   | DNF | 13  | DNF | DNF | DNF | 16  | 19  | 18  | DNF | DNF | 4   | DNF | 8      |
| 08   | Honda              | 07  | 15  | 12  | DNF | 12  | 11  | DNF | 12  | 8   | 10  | DNF | DNF | 13  | 8   | DNF | 11* | 5   | DNF | 6      |
| 08   | Honda              | 08  | 11  | 11  | 13  | 10  | 10  | 12  | DNF | 11  | 9   | 11  | 18  | 17  | 10  | 13  | 10  | 15  | DNF | 6      |
| 09   | Super Aguri-Honda  | 22  | 12  | 13  | DNF | 8   | 17  | 6   | DNF | 16  | 14  | DNF | 15  | 18  | 16  | 15  | 15* | 14  | 12  | 4      |
| 09   | Super Aguri-Honda  | 23  | 16  | 16  | 16  | 11  | 18  | 11  | 11  | DNF | DNF | 12  | DNF | 14  | 14  | 16  | DNF | DNF | 14  | 4      |
| 10   | Spyker-Ferrari     | 20  | 17  | DNF | 15  | 13  | DNF | DNF | 14  | 17  | DNF | DNF | 17  | 21* | 19  | 14  | 8   | DNF | DNF | 1      |
| 10   | Spyker-Ferrari     | 21  | DNF | DNF | 14  | 14  | 19  | DNF | 15  | DNF | 15  | DNF | DNF | 20  | 20  | 17  | 12  | 17  | DNF | 1      |
| DQ   | McLaren-Mercedes1  | 01  | 2   | 1   | 5   | 3   | 1   | 7   | 2   | 7   | 2   | 1   | 4   | 3   | 1   | 3   | DNF | 2   | 3   | 203    |
| DQ   | McLaren-Mercedes1  | 02  | 3   | 2   | 2   | 2   | 2   | 1   | 1   | 3   | 3   | 9   | 1   | 5   | 2   | 4   | 1   | DNF | 7   | 203    |

| Legende  | Legende            | Legende                                                          |
| Farbe    | Abkürzung          | Bedeutung                                                        |
| -------- | ------------------ | ---------------------------------------------------------------- |
| Gold     | –                  | Sieg                                                             |
| Silber   | –                  | 2. Platz                                                         |
| Bronze   | –                  | 3. Platz                                                         |
| Grün     | –                  | Platzierung in den Punkten                                       |
| Blau     | –                  | Klassifiziert außerhalb der Punkteränge                          |
| Violett  | DNF                | Rennen nicht beendet (did not finish)                            |
| Violett  | NC                 | nicht klassifiziert (not classified)                             |
| Rot      | DNQ                | nicht qualifiziert (did not qualify)                             |
| Rot      | DNPQ               | in Vorqualifikation gescheitert (did not pre-qualify)            |
| Schwarz  | DSQ                | disqualifiziert (disqualified)                                   |
| Weiß     | DNS                | nicht am Start (did not start)                                   |
| Weiß     | WD                 | zurückgezogen (withdrawn)                                        |
| Hellblau | PO                 | nur am Training teilgenommen (practiced only)                    |
| Hellblau | TD                 | Freitags-Testfahrer (test driver)                                |
| ohne     | DNP                | nicht am Training teilgenommen (did not practice)                |
| ohne     | INJ                | verletzt oder krank (injured)                                    |
| ohne     | EX                 | ausgeschlossen (excluded)                                        |
| ohne     | DNA                | nicht erschienen (did not arrive)                                |
| ohne     | C                  | Rennen abgesagt (cancelled)                                      |
| ohne     | keine WM-Teilnahme |                                                                  |
| sonstige | P/fett             | Pole-Position                                                    |
| sonstige | 1/2/3/4/5/6/7/8    | Punktplatzierung im Sprint-/Qualifikationsrennen                 |
| sonstige | SR/kursiv          | Schnellste Rennrunde                                             |
| sonstige | *                  | nicht im Ziel, aufgrund der zurückgelegten Distanz aber gewertet |
| sonstige | ()                 | Streichresultate                                                 |
| sonstige | unterstrichen      | Führender in der Gesamtwertung                                   |

1 Die Saison 2007 wurde von der so genannten „Spionage-Affäre“ überschattet. Dem McLaren-Team wurde vorgeworfen, durch Industriespionage an technische Informationen und Baupläne der Fahrzeuge von Ferrari gekommen zu sein. McLaren wurde daraufhin mit Abzug aller Weltmeisterschaftspunkte in der Konstrukteurswertung bestraft.
Da McLaren die beim Großen Preis von Ungarn errungenen Punkte wegen der Behinderung Hamiltons durch Alonso im Qualifying ohnehin aberkannt bekommen hatte, wäre das Team auch ohne Strafe in der Spionage-Affäre mit insgesamt 203 Punkten nicht Konstrukteursweltmeister geworden.